# Breaking the Habit
"Breaking the Habit" (Прекидање навике) је сингл ну метал групе Линкин парк са њиховог другог албума, из 2003. године, Meteora. "Breaking The Habit" је једна од ретких песама Линкин парка која не укључује реповање Мајка Шиноде. Такође, далеко мање личи на хард рок од осталих песама бенда. Спот је у стилу аниме, слично оном којег је користио Ричард Линклејтер за режирање филма A Scanner Darkly (2006). Овај спот је 2004. године освојио МТВ музичку видео награду избора публике.
Највећа заблуда везана за ову песму је та да ју је написао водећи певач Честер Бенингтон, а заправо ју је Мајк почео писати још 1997. године, пре него што је и упознао Честера и требало му је 6 година да је напише у потпуности. Песма је благо заснована на пријатељу Мајка Шиноде, али се више центрира на генералну тезу прекидање навике, а не на икоју навику посебно.

## Списак песама
1. "" (уживо)

## Бонус
1. "" (ЦД-РОМ музички спот)